# Хак, Гюс
Аугюсти́нюс Вилхе́лмюс (Гюс) Хак (нидерл. Augustinus Wilhelmus "Guus" Haak; род. 17 апреля 1937, Гаага) — нидерландский футболист, защитник, и тренер.

## Ранние годы
Гюс Хак родился 14 апреля 1937 года в Гааге, в семье Питера Хака и его жены Йоханны Карон. В возрасте восьми лет он остался без отца, который погиб во время взрыва на пароходе «Кап Аркона». Не зная о судьбе отца, Гюс в течение трёх лет приходил на железнодорожный вокзал ожидая встретить его. В 1949 году его мать вышла замуж во второй раз.

## Карьера

### Клубная
Гюс Хак начал свою профессиональную карьеру в своём родном городе в клубе АДО Ден Хааг. Он сыграл в этой команде более ста матчей за восемь сезонов. После этого в 1963 году он перешёл в «Фейеноорд». С ним он победил в Кубке европейских чемпионов 1969/1970 годов, победив в финале шотландский «Селтик». С «Фейеноордом» он дважды становился чемпионом Нидерландов, и столько же завоевывал кубок страны.
В 1970 году Гак переходит в клуб «Холланд Спорт», в составе которого он завершит карьеру игрока 1971 году.

### Сборная
Хак играл за сборную Нидерландов с 1962 по 1965 годы. За эти годы он сыграл в четырнадцати играх команды, в которых не забил ни одного гола.

## Статистика

### Матчи Хака за сборную Нидерландов
| Матчи Хака за сборную Нидерландов | Матчи Хака за сборную Нидерландов | Матчи Хака за сборную Нидерландов | Матчи Хака за сборную Нидерландов | Матчи Хака за сборную Нидерландов | Матчи Хака за сборную Нидерландов |
| --------------------------------- | --------------------------------- | --------------------------------- | --------------------------------- | --------------------------------- | --------------------------------- |
| №                                 | Дата                              | Соперник                          | Счёт                              | Голы Хака                         | Соревнование                      |
| 1                                 | 11 ноября 1962                    | Швейцария                         | 3:1                               | —                                 | Чемпионат Европы 1964 (отбор)     |
| 2                                 | 3 марта 1963                      | Бельгия                           | 0:1                               | —                                 | Товарищеский матч                 |
| 3                                 | 31 марта 1963                     | Швейцария                         | 1:1                               | —                                 | Чемпионат Европы 1964 (отбор)     |
| 4                                 | 17 апреля 1963                    | Франция                           | 1:0                               | —                                 | Товарищеский матч                 |
| 5                                 | 2 мая 1963                        | Бразилия                          | 1:0                               | —                                 | Товарищеский матч                 |
| 6                                 | 11 сентября 1963                  | Люксембург                        | 1:1                               | —                                 | Чемпионат Европы 1964 (отбор)     |
| 7                                 | 20 октября 1963                   | Бельгия                           | 1:1                               | —                                 | Товарищеский матч                 |
| 8                                 | 30 октября 1963                   | Люксембург                        | 1:2                               | —                                 | Чемпионат Европы 1964 (отбор)     |
| 9                                 | 22 марта 1964                     | Бельгия                           | 0:0                               | —                                 | Товарищеский матч                 |
| 10                                | 12 апреля 1964                    | Австрия                           | 1:1                               | —                                 | Товарищеский матч                 |
| 11                                | 29 апреля 1964                    | Швеция                            | 0:1                               | —                                 | Товарищеский матч                 |
| 12                                | 24 мая 1964                       | Албания                           | 2:0                               | —                                 | Чемпионат мира 1966 (отбор)       |
| 13                                | 26 января 1965                    | Израиль                           | 1:0                               | —                                 | Товарищеский матч                 |
| 14                                | 7 апреля 1965                     | Северная Ирландия                 | 0:0                               | —                                 | Чемпионат мира 1966 (отбор)       |

Итого: 14 матчей / 0 голов; 5 побед, 6 ничьих, 3 поражения.

## Достижения
«Фейеноорд»
- Обладатель Кубка европейских чемпионов: 1969/70
- Чемпион Нидерландов: 1964/65, 1968/69
- Обладатель Кубка Нидерландов: 1964/65, 1968/69